# Plate-forme Conduit
La plate-forme Conduit est un outil de syndication de contenu qui permet aux éditeurs Web de distribuer le contenu de leurs sites à des communautés entières. La plate-forme permet la création ainsi que la gestion de barres d'outils et d’applications du navigateur, comme : menus, lecteurs vidéo et audio, widgets, chat,  jeux, outils, applications personnalisées et HTML. Grâce à la plate-forme, celles-ci peuvent être distribuées aux communautés en ligne et toutes bases d’utilisateurs. Cette plate-forme SaaS intègre également des alertes en temps réel de desktop, qui sont utilisées comme forme de communication instantanée et sont envoyées simultanément à sa base d'utilisateurs entière.
Une fois qu’une application ou une barre d'outils est créé sur la plate-forme Conduit, elle peut être distribuée sur le « Conduit App Marketplace », un site dont quiconque peut installer ces applications et les ajouter à leur propre navigateur. À l'heure actuelle, le marché Conduit compte plus de 13 000 applications disponibles aux plus de 250 000 éditeurs Web et 170 millions d'utilisateurs appartenant au réseau de la plate-forme.
Les applications et barres d'outils de la plate-forme Conduit peuvent être déployées sur tous les principaux navigateurs (Internet Explorer, Firefox, Safari, et maintenant aussi sur Google Chrome), sur différents systèmes d'exploitation (Windows, Mac et Linux). L’interface ouverte (API) de la plate-forme permet aux développeurs à créer des composants personnalisés interactifs utilisant XML, Flash, HTML, JavaScript, Silverlight et les technologies associées.

## Browser hijacker
Les barres d'outils Conduit sont considérées comme des browser hijackers. C'est-à-dire que, sans l'autorisation de l'utilisateur, elles modifient la page de démarrage, le moteur de recherche par défaut ainsi que d'autres paramètres. En cas de tentative de l'utilisateur de restaurer les paramètres initiaux, la barre d'outils les modifie à nouveau au démarrage suivant,. Le seul moyen de restaurer les paramètres est de désinstaller la barre d'outils. Ce type de barre d'outils est parfois installé en même temps que certains logiciels gratuits, avec souvent une case cochée par défaut pour l'installer. Elle est notamment distribuée depuis 2012 par le site 01net.
Conduit créé néanmoins des barres "propres". L'utilisateur peut décocher les cases de modification pour les pages d'accueil, etc.
Les barres sont facilement désinstallables.